# 시미즈노 지로쵸

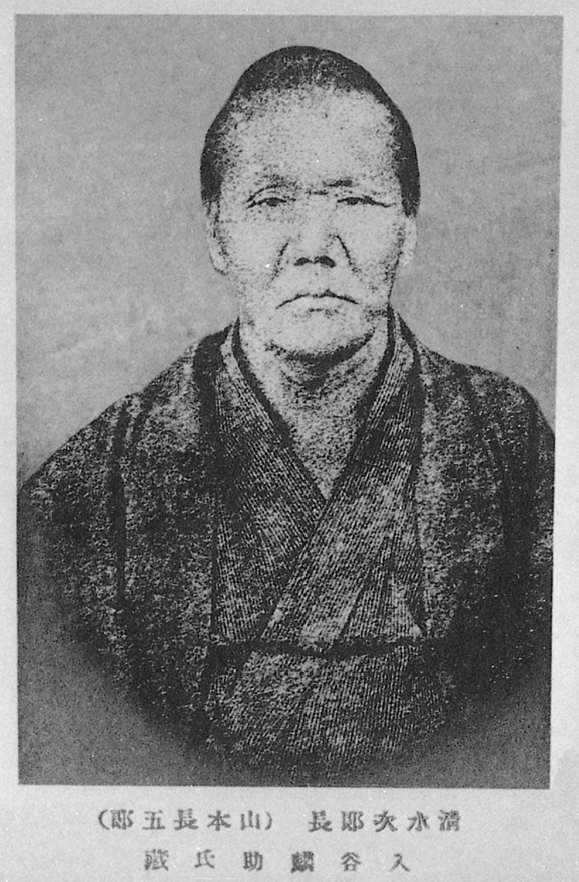

시미즈노 지로쵸(일본어: 清水 次郎長: 분세이 3년 음력 1월 1일(서기력 1820년 2월 14일)-메이지 26년(서기력 1893년) 6월 12일)는 막말・메이지 시대의 야쿠자, 도박사다. 본명은 야마모토 쵸고로(일본어: 山本 長五郎). 고메도이야 야마모토 지로하치의 양자로, 양가가 몰락함에 따라 노름꾼이 되어 야쿠자로 이름을 떨치고 시미즈 일대에 세력권을 구축, 시미즈의 장백산(長伯山)이라는 별명을 얻었다. 칸다 하쿠잔 3세의 강담으로 그 행적이 설화화되어 퍼졌고, 히로사와 토라조 2세의 낭곡, 그리고 그것이 영화화된 「해도일의 오야붕」으로 대중화되었다.